# 人民美术出版社
人民美术出版社，为中国美术专业出版社，成立于1951年8月，属中国美术出版总社。该社旗下有10家美术类期刊与子公司朝华书画社。
该社是共和国成立后最早批的中央级出版社。社名由周恩来题写。

## 沿革
1950年10月，中央人民政府出版总署根据中国第一届出版会议关于出版专业化的精神，决定成立一批中央一级的出版社，人民美术出版社在列。萨空了、朱丹、邵宇、邹雅等人为筹备小组成员。1951年5月始，尚处筹备期的出版社出版了期刊《连环画报》，及毛泽东像、宣传画、连环画册、一般画册等800餘种出版物。8月，人民美术出版社成立。萨空了出任社长。周恩来题写社名。
到文化大革命前，该社出版了大量年画、连环画、宣传画、领袖像。具体作品包括年画《开国大典》、《中华各族人民大团结》，宣传画《我们热爱和平》，连环画《鸡毛信》、《童工》、《钢铁是怎样炼成的》等。期刊方面，除《连环画报》外，还创办了《美术》、《中国摄影》、《漫画》等通俗美术期刊。该社亦出版画集。自1950年代后期开始，该社出版了《中国历代名画集》、《宋人画册》、《永乐官壁画》、《十年中国绘画选集》、《杨柳青年画资料集》，以及齐白石、徐悲鸿、黄宾虹、李可染等人的大型画集。受国家要求完成的《苏加诺藏画集》等，获得多项国际图书奖。该社亦培养了刘继卣、王叔晖、墨浪、任率英等画家，作品发行册数以千万计。
1998年5月15日，人民美术出版社、荣宝斋、连环画出版社整合，成立了中国美术出版总社。2002年，加入中国出版集团公司。2008年，荣宝斋分立。

## 出版范围
人民美术出版社出版美术类图书，包括艺术画册、学术类图书、美术文化和普及类读物等。该社曾组织编撰《中国美术全集》、《中国现代美术全集》、《中国岩画全集》、《中国碑刻全集》，开发高校教材系列和中小学美术书法教材，兼出版其他单品图书。